# Praedicate Evangelium
Praedicate Evangelium (PE) (lateinisch; deutsch Verkündet das Evangelium) ist eine am 19. März 2022, dem Festtag des heiligen Josef, von Papst Franziskus unterzeichnete Apostolische Konstitution über die Römische Kurie und ihren Dienst für die Kirche in der Welt. Sie trat am Pfingstsonntag, dem 5. Juni 2022, in Kraft und löste die Apostolische Konstitution Pastor Bonus von Papst Johannes Paul II. vom 28. Juni 1988 ab.

## Entstehung des Textes
Papst Johannes Paul II. hatte zwar 1988 die Arbeit der Kurie umfassend geregelt, räumte aber zugleich immer wieder, zuletzt in seinem Schreiben Novo Millennio ineunte (2001), die Notwendigkeit von Reformen ein: „Was die Reform der Römischen Kurie […] betrifft […], bleibt sicherlich noch viel zu tun.“
Papst Benedikt nahm 2011 nur einige Veränderungen der Zuständigkeiten vor (Quaerit Semper).
Papst Franziskus richtete am 13. April 2013 den Kardinalsrat ein, der in den folgenden Jahren eine grundlegende Strukturreform der Kurie vorbereitete. Im Juni 2018 verabschiedete der Kardinalsrat den Entwurf der neuen Kurienordnung. Der Entwurf wurde, nachdem er dem Papst vorgelegt wurde, kanonisch geprüft und Stellungnahmen von Bischofskonferenzen und Dikasterien eingeholt. Rückmeldungen wurden zwischen 2019 und 2020 eingearbeitet.

## Aufbau
Die Konstitution besteht aus elf Teilen:
1. Präambel
2. Grundsätze und Kriterien für den Dienst an der Römischen Kurie
3. Allgemeine Normen
4. Staatssekretariat
5. Dikasterien
6. Organe der Gerichtsbarkeit
7. Wirtschaftliche Organe
8. Ämter
9. Anwälte
10. Einrichtungen, die mit dem Heiligen Stuhl verbunden sind
11. Übergangsnormen

## Inhalt
Die Konstitution enthält die Normen für die Römische Kurie, die Gesamtheit der Behörden und Einrichtungen, die dem Papst zum Wohl der Gesamtkirche und der Teilkirchen bei der Ausübung seines höchsten Hirtenamtes Hilfe leisten. Dadurch soll die Einheit im Glauben  und die Gemeinschaft des Gottesvolkes gestärkt werden, die Sendung der Kirche in der Welt wird gefördert. Eine wesentliche Neuerung gegenüber der vorigen Konstitution Pastor Bonus ist der Fokus auf die Mission oder Neuevangelisierung. Die Konstitution sieht ein Dikasterium für die Evangelisierung vor, in dem die Kongregation für die Evangelisierung der Völker und der Päpstliche Rat zur Förderung der Neuevangelisierung aufgegangen sind. Das Dikasterium wird in der Ordnung der Artikel vor dem Dikasterium für die Glaubenslehre (der bisherigen Kongregation für die Glaubenslehre) genannt. Außerdem übernimmt der Papst den Vorsitz in dem Evangelisierungsdikasterium selbst. Eine solche Regelung hatte bis in das 20. Jahrhundert hinein für das Heilige Offizium, bis 1965 die Vorgängerbehörde der Glaubenskongregation, bestanden.
Das Amt des Almoseniers Seiner Heiligkeit wurde zum Dikasterium für den Dienst der Nächstenliebe aufgewertet.
Eine weitere Neuerung ist die Aufgabe der Unterscheidung zwischen Kongregationen und Räten. Diese Behörden werden nun einheitlich als Dikasterium bezeichnet. Die Zahl wurde dabei deutlich reduziert. Die Räte für die Laien und für die Familie waren bereits 2016 zum Dikasterium für Laien, Familie und Leben zusammengelegt worden, die Räte der Seelsorge für die Migranten und Menschen unterwegs, Pastoral im Krankendienst, Gerechtigkeit und Frieden und Cor Unum 2017 zum Dikasterium für den Dienst zugunsten der ganzheitlichen Entwicklung des Menschen. Der letzte verbliebene Päpstliche Rat für die Kultur wurde mit der Bildungskongregation zum Dikasterium für die Kultur und die Bildung zusammengelegt.
Die Dikasterien können von Laien beiderlei Geschlechts geleitet werden, bislang musste man dafür Kleriker sein.